# Florian Breuer (Kanute)
Florian Breuer (* 30. Januar 1997 in Düren-Lendersdorf) ist ein ehemaliger deutscher Kanuslalom-Athlet.

## Frühes Leben
Florian Breuer wurde am 30. Januar 1997 im Dürener Stadtteil Lendersdorf geboren. Im Alter von zwei Jahren zog seine Familie nach Nürnberg, wo er aufwuchs und früh ein Interesse für Sport entwickelte, insbesondere für Kanuslalom.

## Sportliche Karriere

### Anfänge und Aufstieg
Nach mehreren deutschen Meistertiteln im Schülerbereich zog Breuer 2009 nach Augsburg, um die erstklassigen Trainingsmöglichkeiten des Bundesleistungszentrum für Kanuslalom und Wildwasser zu nutzen. Als Mitglied des Augsburger Kajak-Vereins wurde er 2011 vom Bayerischen Kanu-Verband als "Sportler des Jahres" ausgezeichnet. Mit lediglich 15 Jahren qualifizierte er sich im Jahr 2012 für die deutsche U18-Nationalmannschaft und nahm in dieser Funktion an Welt- und Europameisterschaften teil.

### Erfolge und Anerkennungen
Im Jahr 2013 errang Breuer seine erste internationale Einzelmedaille bei der Junioren-Europameisterschaft im französischen Bourg-Saint-Maurice. Das folgende Jahr 2014 wurde zu einem Wendepunkt in seiner Karriere: Breuer gewann die Junioren-Weltmeisterschaft in Sydney, Australien, und sicherte sich damit seinen ersten Weltmeistertitel. Diese Leistungen brachten ihm Nominierungen für den Juniorsportler des Jahres der Deutschen Sporthilfe und den „Nachwuchspaddler des Jahres“ des World Paddle Awards ein. Zudem war er der jüngste Teilnehmer bei den Kanuslalom-Weltmeisterschaften 2014 auf dem Deep Creek Lake in Maryland, USA. 2016 setzte Breuer einen weiteren Meilenstein, indem er den U23-Weltmeistertitel in Krakau gewann. Mit insgesamt 15 internationalen Medaillen bei Welt- und Europameisterschaften zählt Florian Breuer zu den erfolgreichsten Nachwuchsathleten im Kanuslalom.

### Gesundheitliche Herausforderungen
Breuer wurde 2018 mit gesundheitlichen Problemen konfrontiert, die seine Karriere ernsthaft gefährdeten. Trotz intensiver Anstrengungen gelang ihm die vollständige Rückkehr zu seiner vorherigen Leistungsfähigkeit nicht. Die Verschiebung der Olympischen Sommerspiele 2020 wegen der COVID-19 Pandemie und eine komplizierte Ruptur des linken Seitenbandes führten schließlich dazu, dass er 2021 seine aktive Karriere beendete. Nach dem Ende seiner aktiven sportlichen Laufbahn zog Florian Breuer nach Berlin.